# Eisschnelllauf-Sprintweltmeisterschaft 2017
Die 48. Eisschnelllauf-Sprintweltmeisterschaft wurde vom 25. bis 26. Februar 2017 im Olympic Oval in der kanadischen Stadt Calgary ausgetragen. Calgary war zum fünften Mal Austragungsort der Sprintweltmeisterschaften.

## Wettbewerb
Bei der Sprintweltmeisterschaft werden vier Strecken gelaufen, je zweimal über die Distanz von 500 m und 1.000 m, An beiden Tagen werden je zwei Strecken gelaufen. Wenn ein Sportler über eine Distanz am ersten Tag auf der Innenbahn startet, so startet er am zweiten Tag auf der Außenbahn oder umgekehrt. Nur die 24 besten Frauen und Männer nach drei Strecken qualifizieren sich für die vierte Strecke.
Die erzielten Zeiten werden in Punkte umgewandelt. Über 500 m entspricht die gelaufene Zeit der Punktzahl, über 1.000 m ergibt die gelaufene Zeit in Sekunden geteilt durch 2 die Punktzahl. Der Athlet mit der niedrigsten Gesamtpunktzahl nach vier Strecken gewinnt die Sprintweltmeisterschaft.

## Teilnehmer
- 56 Athleten nahmen an den Wettkämpfen teil, 28 Frauen[1] und 28 Männer[2]. Insgesamt waren 17 verschiedene Nationen vertreten.

| Australien Deutschland Finnland Italien Japan | Kanada Kasachstan Südkorea Niederlande Norwegen | Österreich Polen Rumänien Russland Tschechien | Vereinigte Staaten Volksrepublik China |

## Endergebnisse

### Frauen

#### Endstand
- Zeigt die zwölf erfolgreichsten Sportlerinnen der Sprint-WM.

| Rang | Name                   | 1. Lauf 500 Meter | 1. Lauf 1.000 Meter | 2. Lauf 500 Meter | 2. Lauf 1.000 Meter | Gesamt- punkte |
| ---- | ---------------------- | ----------------- | ------------------- | ----------------- | ------------------- | -------------- |
| 1    | Nao Kodaira            | 36,75 (1)         | 1:12,51 (1)         | 36,80 (1)         | 1:13,17 (3)         | 146,390        |
| 2    | Heather Bergsma        | 37,22 (3)         | 1:12,95 (3)         | 37,35 (2)         | 1:12,28 (1)         | 147,185        |
| 3    | Jorien ter Mors        | 37,55 (5)         | 1:12,53 (2)         | 37,39 (6)         | 1:12,58 (2)         | 147,495        |
| 4    | Karolína Erbanová      | 37,06 (2)         | 1:13,53 (4)         | 37,23 (2)         | 1:13,83 (4)         | 147,970        |
| 5    | Hege Bøkko             | 37,43 (4)         | 1:13,96 (5)         | 37,88 (10)        | 1:14,04 (6)         | 149,310        |
| 6    | Maki Tsuji             | 37,56 (6)         | 1:15,02 (14)        | 37,28 (3)         | 1:14,10 (7)         | 149,400        |
| 7    | Heather McLean         | 37,66 (8)         | 1:15,78 (18)        | 37,29 (4)         | 1:14,36 (9)         | 150,020        |
| 8    | Vanessa Herzog         | 37,59 (7)         | 1:14,74 (10)        | 38,05 (12)        | 1:14,45 (10)        | 150,235        |
| 9    | Olga Fatkulina         | 37,90 (11)        | 1:14,64 (8)         | 37,58 (7)         | 1:15,17 (17)        | 150,385        |
| 10   | Jekaterina Schichowa   | 38,11 (14)        | 1:14,46 (6)         | 38,34 (17)        | 1:13,95 (5)         | 150,655        |
| 11   | Jekaterina Aidowa      | 37,71 (10)        | 1:14,74 (10)        | 38,12 (13)        | 1:15,02 (14)        | 150,710        |
| 12   | Heather McLean         | 38,79 (11)        | 1:18,94 (18)        | 38,15 (2)         | 1:18,84 (14)        | 150,815        |
|      |                        |                   |                     |                   |                     |                |
| 14   | Gabriele Hirschbichler | 38,39 (18)        | 1:14,93 (13)        | 38,31 (15)        | 1:14,49 (11)        | 151,410        |
| 21   | Judith Dannhauer       | 38,45 (21)        | 1:16,84 (23)        | 38,57 (19)        | 1:16,80 (22)        | 153,840        |
| 21   | Roxanne Dufter         | 39,27 (27)        | 1:14,61 (7)         | 39,51 (26)        | 1:15,51 (18)        | 153,840        |

#### 1. Lauf 500 Meter
| Platz | Name                   | Land               | Zeit    | Punkte |
| ----- | ---------------------- | ------------------ | ------- | ------ |
| 1     | Nao Kodaira            | Japan              | 36,75 s | 36,750 |
| 2     | Karolína Erbanová      | Tschechien         | 37,06 s | 37,060 |
| 3     | Heather Bergsma        | Vereinigte Staaten | 37,22 s | 37,220 |
| 4     | Hege Bøkko             | Norwegen           | 37,43 s | 37,430 |
| 5     | Jorien ter Mors        | Niederlande        | 37,55 s | 37,550 |
| 6     | Maki Tsuji             | Japan              | 37,56 s | 37,560 |
| 7     | Vanessa Herzog         | Österreich         | 37,59 s | 37,590 |
| 8     | Heather McLean         | Kanada             | 37,66 s | 37,660 |
|       |                        |                    |         |        |
| 18    | Gabriele Hirschbichler | Deutschland        | 38,39 s | 38,390 |
| 21    | Judith Dannhauer       | Deutschland        | 38,45 s | 38,450 |
| 27    | Roxanne Dufter         | Deutschland        | 39,27 s | 39,270 |

#### 1. Lauf 1.000 Meter
| Platz | Name                   | Land               | Zeit        | Punkte |
| ----- | ---------------------- | ------------------ | ----------- | ------ |
| 1     | Nao Kodaira            | Japan              | 1:12,51 min | 36,255 |
| 2     | Jorien ter Mors        | Niederlande        | 1:12,53 min | 36,265 |
| 3     | Heather Bergsma        | Vereinigte Staaten | 1:12,95 min | 36,475 |
| 4     | Karolína Erbanová      | Tschechien         | 1:13,53 min | 36,765 |
| 5     | Hege Bøkko             | Norwegen           | 1:13,96 min | 36,980 |
| 6     | Jekaterina Schichowa   | Russland           | 1:14,46 min | 37,230 |
| 7     | Roxanne Dufter         | Deutschland        | 1:14,61 min | 37,305 |
| 8     | Olga Fatkulina         | Russland           | 1:14,64 min | 37,320 |
|       |                        |                    |             |        |
| 10    | Vanessa Herzog         | Österreich         | 1:14,74 min | 37,370 |
| 13    | Gabriele Hirschbichler | Deutschland        | 1:14,93 min | 37,465 |
| 23    | Judith Dannhauer       | Deutschland        | 1:16,84 min | 38,420 |

#### 2. Lauf 500 Meter
| Platz | Name                   | Land               | Zeit    | Punkte |
| ----- | ---------------------- | ------------------ | ------- | ------ |
| 1     | Nao Kodaira            | Japan              | 36,80 s | 36,800 |
| 2     | Karolína Erbanová      | Tschechien         | 37,23 s | 37,230 |
| 3     | Maki Tsuji             | Japan              | 37,28 s | 37,280 |
| 4     | Heather McLean         | Kanada             | 37,29 s | 37,290 |
| 5     | Heather Bergsma        | Vereinigte Staaten | 37,35 s | 37,350 |
| 6     | Jorien ter Mors        | Niederlande        | 37,58 s | 37,580 |
| 7     | Olga Fatkulina         | Russland           | 37,58 s | 37,580 |
| 8     | Nadeschda Assejewa     | Russland           | 37,73 s | 37,730 |
|       |                        |                    |         |        |
| 12    | Vanessa Herzog         | Österreich         | 38,05 s | 38,050 |
| 15    | Gabriele Hirschbichler | Deutschland        | 38,31 s | 38,310 |
| 19    | Judith Dannhauer       | Deutschland        | 38,57 s | 38,570 |
| 26    | Roxanne Dufter         | Deutschland        | 39,51 s | 39,51  |

#### 2. Lauf 1.000 Meter
| Platz | Name                   | Land               | Zeit        | Punkte |
| ----- | ---------------------- | ------------------ | ----------- | ------ |
| 1     | Heather Bergsma        | Vereinigte Staaten | 1:12,28 min | 36,140 |
| 2     | Jorien ter Mors        | Niederlande        | 1:12,58 min | 36,290 |
| 3     | Nao Kodaira            | Japan              | 1:13,17 min | 36,585 |
| 4     | Karolína Erbanová      | Tschechien         | 1:13,83 min | 36,915 |
| 5     | Jekaterina Schichowa   | Russland           | 1:13,95 min | 36,975 |
| 6     | Hege Bøkko             | Norwegen           | 1:14,04 min | 37,020 |
| 7     | Maki Tsuji             | Japan              | 1:14,10 min | 37,050 |
| 8     | Sanneke de Neeling     | Niederlande        | 1:14,33 min | 37,165 |
|       |                        |                    |             |        |
| 10    | Vanessa Herzog         | Österreich         | 1:14,45 min | 37,225 |
| 11    | Gabriele Hirschbichler | Deutschland        | 1:14,49 min | 37,245 |
| 18    | Roxanne Dufter         | Deutschland        | 1:15,51 min | 37,755 |
| 22    | Judith Dannhauer       | Deutschland        | 1:16,80 min | 38,400 |

### Männer
- Zeigt die zehn erfolgreichsten Sportler der Sprint-WM.

| Rang | Name                        | 1. Lauf 500 Meter | 1. Lauf 1.000 Meter | 2. Lauf 500 Meter | 2. Lauf 1.000 Meter | Gesamt- punkte |
| ---- | --------------------------- | ----------------- | ------------------- | ----------------- | ------------------- | -------------- |
| 1    | Kai Verbij                  | 34,48 (9)         | 1:06,73 (3)         | 32,25 (4)         | 1:07,94 (9)         | 136,065        |
| 2    | Håvard Holmefjord Lorentzen | 34,43 (6)         | 1:07,08 (4)         | 34,62 (10)        | 1:07,38 (3)         | 136,280        |
| 3    | Kjeld Nuis                  | 34,90 (18)        | 1:06,61 (1)         | 34,84 (16)        | 1:06,51 (1)         | 136,30         |
| 4    | Ronald Mulder               | 34,18 (1)         | 1:08,07 (10)        | 34,08 (1)         | 1:08,23 (11)        | 136,410        |
| 5    | Mika Poutala                | 34,44 (7)         | 1:07,96 (9)         | 34,23 (3)         | 1:07,77 (6)         | 136,730        |
| 6    | Laurent Dubreuil            | 34,31 (4)         | 1:08,07 (10)        | 34,50 (8)         | 1:07,77 (6)         | 136,730        |
| 7    | Mitchell Whitmore           | 34,46 (8)         | 1:07,88 (7)         | 34,50 (8)         | 1:07,88 (7)         | 136,840        |
| 8    | Nico Ihle                   | 34,37 (5)         | 1:07,16 (7)         | 34,50 (8)         | 1:07,75 (5)         | 136,855        |
| 9    | Vincent De Haître           | 35,04 (23)        | 1:06,72 (2)         | 35,00 (20)        | 1:07,23 (2)         | 137,015        |
| 10   | Roman Kretsch               | 34,21 (2)         | 1:08,60 (15)        | 34,21 (2)         | 1:08,66 (17)        | 137,050        |
| 11   | Jonathan Garcia             | 34,87 (16)        | 1:07,83 (6)         | 34,87 (18)        | 1:07,68 (4)         | 137,495        |
| 12   | Ryōhei Haga                 | 34,54 (10)        | 1:09,19 (22)        | 34,44 (6)         | 1:08,62 (15)        | 137,885        |
|      |                             |                   |                     |                   |                     |                |
| 16   | Joel Dufter                 | 35,42 (26)        | 1:07,88 (7)         | 35,00 (20)        | 1:07,92 (8)         | 138,320        |

#### 1. Lauf 500 Meter
| Platz | Name                        | Land               | Zeit    | Punkte |
| ----- | --------------------------- | ------------------ | ------- | ------ |
| 1     | Ronald Mulder               | Niederlande        | 34,18 s | 34,180 |
| 2     | Roman Kretsch               | Kasachstan         | 34,21 s | 34,210 |
| 3     | Ruslan Muraschow            | Russland           | 34,29 s | 34,290 |
| 4     | Laurent Dubreuil            | Kanada             | 34,31 s | 34,310 |
| 5     | Nico Ihle                   | Deutschland        | 34,37 s | 34,370 |
| 6     | Håvard Holmefjord Lorentzen | Norwegen           | 34,43 s | 34,430 |
| 7     | Mika Poutala                | Finnland           | 34,44 s | 34,440 |
| 8     | Mitchell Whitmore           | Vereinigte Staaten | 34,46 s | 34,460 |
|       |                             |                    |         |        |
| 26    | Joel Dufter                 | Deutschland        | 35,42 s | 35,420 |

#### 1. Lauf 1.000 Meter
| Platz | Name                        | Land               | Zeit        | Punkte |
| ----- | --------------------------- | ------------------ | ----------- | ------ |
| 1     | Kjeld Nuis                  | Niederlande        | 1:06,61 min | 33,305 |
| 2     | Vincent De Haître           | Kanada             | 1:06,72 min | 33,360 |
| 3     | Kai Verbij                  | Niederlande        | 1:06,73 min | 33,365 |
| 4     | Håvard Holmefjord Lorentzen | Norwegen           | 1:07,08     | 33,540 |
| 5     | Nico Ihle                   | Deutschland        | 1:07,16 min | 33,580 |
| 6     | Jonathan Garcia             | Vereinigte Staaten | 1:07,83 min | 33,915 |
| 7     | Mitchell Whitmore           | Vereinigte Staaten | 1:07,88 min | 33,940 |
| 7     | Joel Dufter                 | Deutschland        | 1:07,88 min | 33,940 |

#### 2. Lauf 500 Meter
| Platz | Name              | Land               | Zeit    | Punkte |
| ----- | ----------------- | ------------------ | ------- | ------ |
| 1     | Ronald Mulder     | Niederlande        | 34,08 s | 34,080 |
| 2     | Roman Kretsch     | Kasachstan         | 34,21 s | 34,210 |
| 3     | Mika Poutala      | Finnland           | 34,23 s | 34,230 |
| 4     | Kai Verbij        | Niederlande        | 34,25 s | 34,250 |
| 5     | Ruslan Muraschow  | Russland           | 34,26 s | 34,260 |
| 6     | Ryōhei Haga       | Japan              | 34,44 s | 34,440 |
| 7     | Tsubasa Hasegawa  | Japan              | 34,46 s | 34,460 |
| 8     | Laurent Dubreuil  | Kanada             | 34,50 s | 34,500 |
| 8     | Mitchell Whitmore | Vereinigte Staaten | 34,50 s | 34,500 |
|       |                   |                    |         |        |
| 20    | Joel Dufter       | Deutschland        | 35,00 s | 35,000 |
| 22    | Nico Ihle         | Deutschland        | 35,03 s | 35,030 |

#### 2. Lauf 1.000 Meter
| Platz | Name                        | Land               | Zeit        | Punkte |
| ----- | --------------------------- | ------------------ | ----------- | ------ |
| 1     | Kjeld Nuis                  | Niederlande        | 1:06,51 min | 33,255 |
| 2     | Vincent De Haître           | Kanada             | 1:07,23 min | 33,615 |
| 3     | Håvard Holmefjord Lorentzen | Norwegen           | 1:07,38 min | 33,690 |
| 4     | Jonathan Garcia             | Vereinigte Staaten | 1:07,68 min | 33,840 |
| 5     | Nico Ihle                   | Deutschland        | 1:07,75 min | 33,875 |
| 6     | Laurent Dubreuil            | Kanada             | 1:07,77 min | 33,885 |
| 7     | Mitchell Whitmore           | Vereinigte Staaten | 1:07,88 min | 33,940 |
| 8     | Joel Dufter                 | Deutschland        | 1:07,92 min | 33,960 |